# المعهد التقاني للهندسة الميكانيكية والكهربائية (جامعة دمشق)
المعهد التقاني للهندسة الميكانيكية والكهربائية هو معهد تقني يتبع لجامعة دمشق ويخضع لإشراف المجلس الأعلى للتعليم التقاني. تأسس في 21 مارس عام 1970.
نظام الدراسة في المعهد والمطبق منذ العام الدراسي 2003 – 2004 هو نظام فصلي، أما الخطة الدراسية فتم تحديثها بدأ من العام الدراسي 2009-2010 . تبلغ مدة الدراسة في المعهد سنتان  ويمنح الطالب الذي استوفى متطلبات التخرج شهادة دبلوم تقاني في الاختصاص الذي اختاره ودرسه.
يُقبل الطلاب الحائزين على الثانوية العامة من الفرع العلمي عن طريق المفاضلة العامة، كما يقبل الطلاب الحائزين على الثانوية المهنية الصناعية عن طريق مفاضلة الثانويات المهنية.  كما يُقبل الطلاب الأوائل من حملة الثانويات الصناعية وفق لاختصاصاتهم وذلك بقرار من وزير التعليم العالي. كما يتم قبول عدد من الطلاب العرب والأجانب وفق الاتفاقات الثقافية بين حكومة الجمهورية العربية السورية وحكومات الدول العربية والأجنبية. يحصل كل طالب يتخرج من المعهد على شهادة دبلوم تقاني  في اختصاصه. أما بالنسبة للطلاب لأوائل المتخرجين من كل عام، فيُقبل عدد منهم ومن كل قسم في الكليات الاختصاصية المماثلة في الجامعات السورية وذلك بنسبة يحددها مجلس التعليم العالي.